# Lockhyttan
Lockhyttan är en by i Kilsbergen, Kils socken, inom Örebro kommun, ett par mil nordnordväst om Örebro centrum.
I Lockhyttan fanns förr en masugn. Den omnämns först år 1539. Malmen kom från gruvorna i Pershyttan. Det strax norr belägna Ramshytte bruk lades ner år 1770, och tillverkningen flyttades då till Lockhyttan. En ny masugn byggdes år 1776. Driften pågick fram till år 1816, då det blåstes i hyttan för sista gången. Det har aldrig funnits någon stångjärnshammare i Lockhyttan.

## Rammsjön
Strax norr om Lockhyttan ligger Rammsjön, en naturskön insjö, där Örebro kommun iordningställt en badplats.

## TV-masten
TV-masten i Lockhyttan byggdes i början av 1960-talet. Den är 320 meter hög och står på en höjd som är 250 hög. TV-signalen länkas från TV-huset i Stockholm via Kaknästornet och högmaster vid Nackasändaren och Västerås till Lockhyttan.